# Campeonato del mundo de Scrabble en español

Diagrama del tablero de Scrabble.

El Campeonato Mundial de Scrabble en Español es un torneo de Scrabble organizado desde 1997. Existen dos modalidades de juego: la clásica y la duplicada.
La clásica consiste en partidas entre dos jugadores, de acuerdo a las normas del scrabble clásico establecidas por la FISE (Federación internacional de scrabble en español). Los emparejamientos se realizan empleando el sistema suizo, y en cada partida hay en juego Elo, que sirve para establecer el escalafón internacional de scrabble en español. El vencedor final de la competición lo determina la cantidad de puntos conseguidos teniendo en cuenta que la victoria proporciona un punto y el empate medio. En caso de igualdad a puntos finales entre dos o más jugadores se aplica el sistema Buchholz , el Berger o la diferencia de puntos, por este orden.
El scrabble duplicado surge como respuesta al hecho de que en una partida clásica un jugador pueda recibir mejores letras que otro, ya que en esta modalidad todos juegan con las mismas letras. Consiste en una partida jugada por un programa o "máster" al tiempo que los participantes, los cuales tendrán que buscar siempre la jugada de más valor. Tienen tres minutos en cada ronda para hacerlo. Las partidas son valederas para el escalafón de Elo duplicado internacional.
En ambas modalidades se aplica el mismo reglamento léxico, que es el que determina que palabras son válidas para el juego. Basado en ese reglamento léxico, existe una aplicación para celulares - lexicón de scrabble- que resuelve las dudas sobre validez de palabras inmediatamente.
Todos los años el torneo tiene lugar en una ciudad diferente. La edición de 2025 se celebrará en Santiago (Chile). La competición es organizada por la Federación Internacional de Léxico en español (FILE).

## Ganadores
Modalidad clásica
| Año  | Ciudad            | Campeón           | País          | Segundo           | País           | Tercero           | País       |
| ---- | ----------------- | ----------------- | ------------- | ----------------- | -------------- | ----------------- | ---------- |
| 1997 | Madrid            | Joan R. Manchado  | España        | Josep M. Martí    | España         | Ricardo de Arcos  | España     |
| 1998 | México            | Blai Figueras     | España        | Claudia Amaral    | Argentina      | Joan R. Manchado  | España     |
| 1999 | Caracas           | Amanda Gauna      | Argentina     | Joan R. Manchado  | España         | Susana Hartman    | Argentina  |
| 2000 | Santiago          | Roberto Aguilar   | Honduras      | Miguel Rivera     | España         | Ana Molinari      | Argentina  |
| 2001 | San José          | Benjamín Olaizola | Venezuela     | Carlos González   | Venezuela      | Ana Molinari      | Argentina  |
| 2002 | Buenos Aires      | Carlos González   | Venezuela     | Rocco Laguzzi     | Argentina      | Jorge Carrasco    | Chile      |
| 2003 | Xcaret            | Joan R. Manchado  | España        | Carlos González   | Venezuela      | Claudia Amaral    | Argentina  |
| 2004 | Panamá            | Claudia Amaral    | Argentina     | Héctor Klíe       | Estados Unidos | Marcelo Andino    | Argentina  |
| 2005 | Alfaz del Pi      | Antonio Álvarez   | España        | Enric Hernández   | España         | Airán Pérez       | Venezuela  |
| 2006 | Montevideo        | Enric Hernández   | España        | Rocco Laguzzi     | Argentina      | Blai Figueras     | España     |
| 2007 | Bogotá            | Benjamín Olaizola | Venezuela     | Airán Pérez       | Venezuela      | Diego González    | Argentina  |
| 2008 | Buenos Aires      | Enric Hernández   | España        | Airán Pérez       | Venezuela      | Horacio Moavro    | Argentina  |
| 2009 | Isla de Margarita | Luis Picciochi    | Argentina     | Claudia Amaral    | Argentina      | Juan Carlos Ayala | España     |
| 2010 | San José          | Luis Picciochi    | Argentina     | Blai Figueras     | España         | Ricardo Bondino   | Argentina  |
| 2011 | México            | Diego F. González | Argentina     | Benjamín Olaizola | Venezuela      | Serge Emig        | Francia    |
| 2012 | Santa Susana      | Rocco Laguzzi     | Argentina     | Benjamín Olaizola | Venezuela      | Carlos González   | Venezuela  |
| 2013 | Buenos Aires      | Airán Pérez       | Venezuela     | Enric Hernández   | España         | Ricardo Bondino   | Argentina  |
| 2014 | La Habana         | Jesús Ortega      | México        | Luis Acevedo      | Argentina      | Miguel Stevens    | Cuba       |
| 2015 | Cali              | Airán Pérez       | Venezuela     | Enric Hernández   | España         | Luis Picciochi    | Argentina  |
| 2016 | Lille             | José Fernández    | España        | Luis Picciochi    | Argentina      | Horacio Moavro    | Argentina  |
| 2017 | Asunción          | Selene Delgado    | Uruguay       | Claudia Amaral    | Argentina      | José González     | Costa Rica |
| 2018 | Playa del Carmen  | Luis Picciochi    | Argentina     | Enric Hernández   | España         | Arantxa Delgado   | España     |
| 2019 | Panamá            | Serge Emig        | Francia       | Jesús Ortega      | México         | Luis Acevedo      | Argentina  |
| 2022 | Buenos Aires      | Serge Emig        | Francia       | Horacio Moavro    | Argentina      | Benjamín Olaizola | Argentina  |
| 2023 | San José          | Benjamín Olaizola | Argentina     | Rocco Laguzzi     | Argentina      | Serge Emig        | Francia    |
| 2024 | Granada           | Nigel Richards    | Nueva Zelanda | Benjamín Olaizola | Argentina      | Luis Picciochi    | Argentina  |

Modalidad duplicada
Hasta el año 2009 se jugó la llamada "partida duplicada mundial".
| Año  | Ciudad       | Campeón           | País      | Subcampeón      | País      | Tercero        | País      |
| ---- | ------------ | ----------------- | --------- | --------------- | --------- | -------------- | --------- |
| 2005 | Alfaz del Pi | Horacio Moavro    | Argentina | Luis Acevedo    | Argentina | Airan Pérez    | Venezuela |
| 2006 | Montevideo   | Benjamín Olaizola | Venezuela | Marcelo Andino  | Argentina | Luis Acevedo   | Argentina |
| 2007 | Bogotá       | Luis Picciochi    | Argentina | Patxi Navarro   | España    | Diego González | Argentina |
| 2008 | Buenos Aires | Eufrasio Millán   | España    | Carlos González | Venezuela | Marcelo Andino | Argentina |

A partir de 2009  se le denominó oficialmente "campeonato del mundo de duplicada", constando de tres partidas generalmente
| Año  | Ciudad            | Campeón        | País      | Subcampeón        | País          | Tercero           | País      |
| ---- | ----------------- | -------------- | --------- | ----------------- | ------------- | ----------------- | --------- |
| 2009 | Isla de Margarita | Patxi Navarro  | España    | Antonio Álvarez   | España        | Diego González    | Argentina |
| 2010 | San José          | Serge Emig     | Francia   | Juan Carlos Ayala | España        | Diego González    | Argentina |
| 2011 | México            | Blai Figueras  | España    | Patxi Navarro     | España        | Diego Gónzález    | Argentina |
| 2012 | Santa Susana      | Blai Figueras  | España    | Luis Picciochi    | Argentina     | Patxi Navarro     | España    |
| 2013 | Buenos Aires      | Luis Picciochi | Argentina | Diego González    | Argentina     | Airan Pérez       | Venezuela |
| 2014 | La Habana         | Luis Picciochi | Argentina | Juan Carlos Ayala | España        | Diego González    | Argentina |
| 2015 | Cali              | Diego González | Argentina | Serge Emig        | Francia       | Benjamín Olaizola | Venezuela |
| 2016 | Lille             | Luis Picciochi | Argentina | Serge Emig        | Francia       | Horacio Moavro    | Argentina |
| 2017 | Asunción          | Luis Picciochi | Argentina | José Hernández    | Venezuela     | Luis Carestia     | Argentina |
| 2018 | Playa del Carmen  | Jesús Ortega   | México    | Luis Picciochi    | Argentina     | Benjamín Olaizola | Argentina |
| 2019 | Panamá            | Jesús Ortega   | México    | Serge Emig        | Francia       | Luis Picciochi    | Argentina |
| 2022 | Buenos Aires      | Serge Emig     | Francia   | Luis Picciochi    | Argentina     | Benjamín Olaizola | Argentina |
| 2023 | San José          | Serge Emig     | Francia   | Benjamín Olaizola | Argentina     | Luis Picciochi    | Argentina |
| 2024 | Granada           | Luis Picciochi | Argentina | Nigel Richards    | Nueva Zelanda | Serge Emig        | Francia   |

## Ganadores de varios campeonatos en la modalidad clásica
- Luis Picciochi  Argentina: 2009, 2010, 2018.
- Benjamín Olaizola  Venezuela Argentina: 2001, 2007, 2023
- Joan R. Manchado  España : 1997, 2003
- Enric Hernández  España: 2006, 2008
- Airan Pérez  Venezuela: 2013, 2015
- Serge Emig   Francia: 2019, 2022

## Clasificación de los países en modalidad clásica
- Argentina : 8 victorias
- España : 7 victorias
- Venezuela : 5 victorias
- Francia : 2 victorias
- Honduras : 1 victoria
- México : 1 victoria
- Nueva Zelanda : 1 victoria
- Uruguay : 1 victoria

## Otras competiciones de carácter internacional
La FISE ha establecido cinco torneos de carácter internacional y anual, los llama "regionales" en atención a la zona del mundo que abarca. Estos torneos están abiertos a la participación de jugadores de cualquier país y otorgan plazas de clasificación para el mundial; en cada partida hay en juego ELO internacional.
Los cinco regionales son Austral, Andino, NorCenCa, Europeo y Cuba-Internacional.
Durante los mundiales se celebra una competición por equipos llamada la Copa de las naciones. En esta competición se juegan tres partidas por representante de cada país por ronda. Se aplica el sistema suizo también.

### Austral
Abarca el área de Argentina, Uruguay, Chile y Paraguay.
Modalidad clásica
| Año  | Ciudad            | Campeón-a         | País      | Subcampeón-a      | País      | Tercero-a         | País      |
| ---- | ----------------- | ----------------- | --------- | ----------------- | --------- | ----------------- | --------- |
| 2007 | Montevideo        | Diana Perozo      | Argentina | Gonzalo Correa    | Uruguay   | Claudia Amaral    | Argentina |
| 2008 | Buenos Aires      | Graciela González | Argentina | Andrea Porterie   | Argentina | Gonzalo Correa    | Uruguay   |
| 2009 | Montevideo        | Claudia Amaral    | Argentina | Luis Picciochi    | Argentina | Diego González    | Argentina |
| 2010 | Rosario           | Luis Picciochi    | Argentina | Selene Delgado    | Uruguay   | Claudia Amaral    | Argentina |
| 2011 | Montevideo        | Horacio Moavro    | Argentina | Rocco Laguzzi     | Argentina | Selene Delgado    | Uruguay   |
| 2012 | Buenos Aires      | Luis Acevedo      | Argentina | Luis Picciochi    | Argentina | Selene Delgado    | Uruguay   |
| 2013 | Asunción          | Horacio Moavro    | Argentina | Diego González    | Argentina | Andrea Porterie   | Argentina |
| 2014 | Buenos Aires      | Diego González    | Argentina | Graciela González | Argentina | Luis Picciochi    | Argentina |
| 2015 | Buenos Aires      | Luis Picciochi    | Argentina | Ricardo Bondino   | Argentina | Claudia Amaral    | Argentina |
| 2016 | Asunción          | Selene Delgado    | Uruguay   | Franklin Gamou    | Uruguay   | Horacio Moavro    | Argentina |
| 2017 | Montevideo        | Horacio Moavro    | Argentina | Carmen Vallecillo | Argentina | Selene Delgado    | Uruguay   |
| 2018 | Buenos Aires      | Horacio Moavro    | Argentina | Benjamín Olaizola | Argentina | Luis Picciochi    | Argentina |
| 2019 | Santiago de Chile | Carlos Vera       | Perú      | Cristian García   | Chile     | Graciela González | Argentina |
| 2022 | Asunción          | Adrian Balajovsky | Argentina | Horacio Moavro    | Argentina | Raúl Cañas        | Chile     |
| 2023 | Montevideo        | Adrián Balajovsky | Argentina | Diana Perozo      | Argentina | Franklin Gamou    | Uruguay   |
| 2024 | Buenos Aires      | Rocco Laguzzi     | Argentina | Ricardo Bondino   | Argentina | Luis Picciochi    | Argentina |
| 2025 | Asunción          | Graciela González | Argentina | Horacio Moavro    | Argentina | Jhoanna Ramones   | Paraguay  |

Modalidad duplicada
| Año  | Ciudad            | Campeón-a         | País      | Subcampeón-a    | País      | Tercero-a         | País      |
| ---- | ----------------- | ----------------- | --------- | --------------- | --------- | ----------------- | --------- |
| 2009 | Montevideo        | Diana Perozo      | Argentina | Selene Delgado  | Uruguay   | Luis Picciochi    | Argentina |
| 2010 | Rosario           | Horacio Moavro    | Argentina | Diego González  | Argentina | Luis Picciochi    | Argentina |
| 2011 | Montevideo        | Marcelo Andino    | Argentina | Diego González  | Argentina | Luis Picciochi    | Argentina |
| 2012 | Buenos Aires      | Diego González    | Argentina | Luis Picciochi  | Argentina | Horacio Moavro    | Argentina |
| 2013 | Asunción          | Luis Picciochi    | Argentina | Horacio Moavro  | Argentina | Luis Acevedo      | Argentina |
| 2014 | Buenos Aires      | Luis Picciochi    | Argentina | Diego González  | Argentina | Ricardo Bondino   | Argentina |
| 2015 | Buenos Aires      | Luis Picciochi    | Argentina | Ricardo Bondino | Argentina | Rogelio Rivas     | Argentina |
| 2016 | Asunción          | Horacio Moavro    | Argentina | Selene Delgado  | Uruguay   | Matías González   | Paraguay  |
| 2017 | Montevideo        | Horacio Moavro    | Argentina | Mariana Ortega  | Argentina | Beto Romero       | Argentina |
| 2018 | Buenos Aires      | Luis Picciochi    | Argentina | Horacio Moavro  | Argentina | Selene Delgado    | Uruguay   |
| 2019 | Santiago de Chile | Carmen Vallecillo | Argentina | Cristián García | Chile     | Carlos Vera       | Perú      |
| 2022 | Asunción          | Horacio Moavro    | Argentina | Jhoanna Ramones | Paraguay  | Eduardo Vázquez   | Paraguay  |
| 2023 | Montevideo        | Cristian Ayala    | Argentina | Horacio Moavro  | Argentina | Luis Carestia     | Argentina |
| 2024 | Buenos Aires      | Luis Picciochi    | Argentina | Horacio Moavro  | Argentina | Carmen Vallecillo | Argentina |
| 2025 | Asunción          | Ricardo Bondino   | Argentina | Horacio Moavro  | Argentina | Rey Saravia       | Argentina |

### Andino
Abarca el área de Venezuela, Colombia, Perú y Ecuador.
Modalidad clásica
|      | Ciudad         | Campeón             | País      | Subcampeón          | País           | Tercero          | País      |
| ---- | -------------- | ------------------- | --------- | ------------------- | -------------- | ---------------- | --------- |
| 2007 | Bogotá         | José Luis Rodríguez | Venezuela | Alejandro Terenzani | Venezuela      | Valeska Lugo     | Venezuela |
| 2009 | Isla Margarita | Patxi Navarro       | España    | Raúl Carrillo       | Venezuela      | Daniel Rojas     | Venezuela |
| 2010 | Bogotá         | Aglaia Constantin   | Colombia  | Ivan David Reales   | Colombia       | Carlos Martínez  | Venezuela |
| 2012 | Quito          | Carlos Martínez     | Venezuela | Marisol León        | Ecuador        | Virman Salvador  | Ecuador   |
| 2013 | Lima           | Pedro Morales       | Perú      | Aglaia Constantin   | Colombia       | Karina Dajch     | Argentina |
| 2014 | Medellín       | Miguel Cavero       | Perú      | Carlos Varón        | Colombia       | Daniel Ospina    | Colombia  |
| 2015 | Lima           | Carlos Vera         | Perú      | Diego Mejía         | Colombia       | Daniel Ospina    | Colombia  |
| 2016 | La Guaira      | Airan Pérez         | Venezuela | José Parra          | Venezuela      | Nobel López      | Venezuela |
| 2017 | Bogotá         | Aglaia Constantin   | Colombia  | Miguel Cavero       | Perú           | Alberto Mora     | Colombia  |
| 2018 | Quito          | Pedro Morales       | Perú      | Héctor Klie         | Estados Unidos | Horacio Moavro   | Argentina |
| 2019 | Lima           | Yersin Huacasi      | Perú      | Carlos Vera         | Perú           | Pedro Morales    | Perú      |
| 2022 | Bogotá         | César Almengor      | Panamá    | Daniel Ospina       | Colombia       | Julio Mejías     | Colombia  |
| 2023 | Caracas        | Diego Lattuf        | Venezuela | Josué Sterrantino   | Venezuela      | Javier Lattuf    | Venezuela |
| 2024 | Quito          | Marisol León        | Ecuador   | César Almengor      | Panamá         | Yolanda Hackshaw | Panamá    |
| 2025 | Lima           | Raúl Cañas          | Chile     | Adrián Balajovsky   | Argentina      | Beto Mora        | Colombia  |

Modalidad duplicada
| Año  | Ciudad    | Campeón-a         | País           | Subcampeón-a      | País           | Tercero-a         | País           |
| ---- | --------- | ----------------- | -------------- | ----------------- | -------------- | ----------------- | -------------- |
| 2014 | Medellín  | Héctor Klie       | Estados Unidos | Daniel Ospina     | Colombia       | Aglaia Constantin | Colombia       |
| 2015 | Lima      | Horacio Moavro    | Argentina      | Héctor Klie       | Estados Unidos | Daniel Ospina     | Colombia       |
| 2016 | La Guaira | Airán Pérez       | Venezuela      | Marcos Araque     | Venezuela      | Carlos Martínez   | Venezuela      |
| 2017 | Bogotá    | Daniel Ospina     | Colombia       | Alberto Mora      | Colombia       | Sylvia Harrison   | Colombia       |
| 2018 | Quito     | Aglaia Constantin | Colombia       | Pedro Morales     | Perú           | Héctor Klie       | Estados Unidos |
| 2019 | Lima      | Daniel Tunnard    | Reino Unido    | Beto Romero       | Argentina      | Carlos Vera       | Perú           |
| 2022 | Bogotá    | Daniel Ospina     | Colombia       | Jeannethe Rojas   | Colombia       | José González     | Costa Rica     |
| 2023 | Caracas   | Airan Pérez       | Venezuela      | Johnny Urdaneta   | Venezuela      | Diego Lattuf      | Venezuela      |
| 2024 | Quito     | Yolanda Hackshaw  | Panamá         | Eduardo Cervantes | Ecuador        | Marisol León      | Ecuador        |
| 2025 | Lima      | José González     | Costa Rica     | Raúl Cañas        | Chile          | Carlos Vera       | Perú           |

### NorCenCa
Abarca el área de México, EE. UU., Panamá, Costa Rica, Guatemala y República Dominicana.
Modalidad clásica
| Año  | Ciudad                  | Campeón-a             | País           | Subcampeón-a         | País           | Tercero-a            | País           |
| ---- | ----------------------- | --------------------- | -------------- | -------------------- | -------------- | -------------------- | -------------- |
| 2008 | San José                | Héctor KLie           | Estados Unidos | Mario Villalobos     | Costa Rica     | Andrés Cabezas       | Costa Rica     |
| 2009 | México                  | Enma Morris           | México         | Jesús Ortega         | México         | Héctor Guzmán        | México         |
| 2010 | Antigua                 | Enma Morris           | México         | Marco Mora           | Costa Rica     | Fco. Javier Guerrero | México         |
| 2012 | Houston                 | Carlos Espinosa       | México         | Héctor Klie          | Estados Unidos | Fco. Javier Guerrero | México         |
| 2013 | Antigua                 | Jorge Herrera         | México         | José González        | Costa Rica     | Noé Hernández        | Guatemala      |
| 2014 | San José                | Mario Villalobos      | Costa Rica     | José González        | Costa Rica     | Héctor Klie          | Estados Unidos |
| 2015 | México                  | Jesús Ortega          | México         | Fco. Javier Guerrero | México         | Carlos Espinosa      | México         |
| 2016 | Panamá                  | Alejandro Terenzani   | Venezuela      | Johanna Ramones      | Venezuela      | Héctor Klie          | Estados Unidos |
| 2017 | P. del Carmen           | Fco. Javier Guerrero  | México         | Gabriela Garza       | México         | Jesús Flores         | México         |
| 2018 | Houston                 | David Matheus         | Estados Unidos | Fco. Javier Guerrero | México         | Héctor Klie          | Estados Unidos |
| 2019 | San José                | José González         | Costa Rica     | Emmanuel Gely        | Guatemala      | Miguel Cavero        | Perú           |
| 2022 | La Habana               | Miguel Stevens        | Cuba           | Rolando Guadalupe    | Cuba           | René Mesa            | Cuba           |
| 2023 | Ciudad de Panamá        | Francisco J. Guerrero | México         | Beto Mora            | Colombia       | Daniel Ospina        | Colombia       |
| 2024 | Fort Lauderdale         | Diego Mejía           | Colombia       | Horacio Moavro       | Argentina      | Norma Garza          | Estados Unidos |
| 2025 | Guanajuato (Guanajuato) | Jesús Flores          | México         | Héctor Guzmán        | México         | Carlos Espinosa      | México         |

Modalidad duplicada
| Año  | Ciudad           | Campeón-a           | País           | Subcampeón-a    | País           | Tercero-a            | País           |
| ---- | ---------------- | ------------------- | -------------- | --------------- | -------------- | -------------------- | -------------- |
| 2009 | México           | Alfredo Hurtado     | México         | Carlos Espinosa | México         | Jesús Ortega         | México         |
| 2013 | Antigua          | José González       | Costa Rica     | Héctor Klie     | Estados Unidos | Noé Hernández        | Guatemala      |
| 2014 | San José         | Héctor Klie         | Estados Unidos | José González   | Costa Rica     | Mario Villalobos     | Costa Rica     |
| 2016 | Panamá           | Horacio Moavro      | Argentina      | José González   | Costa Rica     | Airán Pérez          | Venezuela      |
| 2018 | Houston          | Héctor Klie         | Estados Unidos | Norma Garza     | Estados Unidos | Fco. Javier Guerrero | México         |
| 2019 | San José         | José González       | Costa Rica     | Norma Garza     | Estados Unidos | Beto Romero          | Argentina      |
| 2022 | La Habana        | Rolando Guadalupe   | Cuba           | Jorge Real      | Cuba           | Miguel Stevens       | Cuba           |
| 2023 | Ciudad de Panamá | Alejandro Terenzani | Venezuela      | Diego Lattuf    | Venezuela      | Eduardo Fernández    | Panamá         |
| 2024 | Fort Lauderdale  | Horacio Moavro      | Argentina      | David Matheus   | Estados Unidos | Héctor Klie          | Estados Unidos |
| 2025 | Guanajuato       | Jesús Ortega        | México         | Jesús Flores    | México         | Carlos Espinosa      | México         |

### Europeo
Abarca el área de España, y resto de países europeos.
Modalidad clásica
| Año  | Sede                  | Campeón-a       | País     | Subcampeón-a       | País       | Tercero-a           | País      |
| ---- | --------------------- | --------------- | -------- | ------------------ | ---------- | ------------------- | --------- |
| 2007 | Gerona                | Lino Aguiar     | Portugal | Enric Hernández    | España     | Eufrasio Millán     | España    |
| 2008 | Montpellier           | Montse Sánchez  | España   | Eufrasio Millán    | España     | Neme Moreno         | España    |
| 2009 | Ginebra               | Serge Emig      | Francia  | Montse Sánchez     | España     | Eufrasio Millán     | España    |
| 2010 | París                 | Serge Emig      | Francia  | Carlos Puente      | España     | Blai Figueras       | España    |
| 2011 | LLoret                | Serge Emig      | Francia  | Eufrasio Millán    | España     | Enric Hernández     | España    |
| 2012 | Fuengirola            | José Fernández  | España   | Patxi Navarro      | España     | María de Arcos      | España    |
| 2013 | Lesquin               | Serge Emig      | Francia  | Alvar Sanz         | Luxemburgo | Marius Sylverstrzuk | Polonia   |
| 2015 | Gujan                 | Serge Emig      | Francia  | Aglaia Constantin  | Colombia   | Vicenta Mansilla    | España    |
| 2016 | Granada               | Alicia Acosta   | España   | Antonio Álvarez    | España     | José Montes         | España    |
| 2017 | Aviñón                | Serge Emig      | Francia  | Juan Carlos Ayala  | España     | María de Arcos      | España    |
| 2018 | Fuengirola            | Antonio Álvarez | España   | Serge Emig         | Francia    | José Fernández      | España    |
| 2019 | Ginebra               | Serge Emig      | Francia  | José Montes        | España     | J.C. Ayala          | España    |
| 2022 | Atenas                | Antonio Álvarez | España   | Serge Emig         | Francia    | Horacio Moavro      | Argentina |
| 2023 | Castellón de la Plana | Marian Marchena | España   | Carlos García      | Venezuela  | Serge Emig          | Francia   |
| 2024 | Gujan                 | Enric Hernández | España   | Evanthia Tsalapati | Grecia     | Marina Colson       | España    |

Modalidad duplicada
| Año  | Sede                  | Campeón-a         | País      | Subcampeón-a         | País       | Tercero-a           | País     |
| ---- | --------------------- | ----------------- | --------- | -------------------- | ---------- | ------------------- | -------- |
| 2008 | Montpellier           | Neme Moreno       | España    | Montse Sánchez       | España     | Álvar Sanz          | España   |
| 2009 | Ginebra               | Patxi Navarro     | España    | Eufrasio Millán      | España     | Serge Emig          | Francia  |
| 2010 | París                 | Blai Figueras     | España    | Serge Emig           | Francia    | Alejandro González  | México   |
| 2011 | LLoret                | Blai Figueras     | España    | Serge Emig           | Francia    | Patxi Navarro       | España   |
| 2012 | Fuengirola            | Serge Emig        | Francia   | Maria de Arcos       | España     | Aglaia Constantin   | Colombia |
| 2013 | Lesquin               | Serge Emig        | Francia   | Alvar Sanz           | Luxemburgo | Marius Sylverstrzuk | Polonia  |
| 2015 | Gujan                 | José Fernández    | España    | Serge Emig           | Francia    | Aglaia Constantin   | Colombia |
| 2016 | Granada               | Serge Emig        | Francia   | Juan Carlos Ayala    | España     | Enric Hernández     | España   |
| 2017 | Aviñón                | Juan Carlos Ayala | España    | Serge Emig           | Francia    | Joan Lázaro         | España   |
| 2018 | Fuengirola            | Antonio Álvarez   | España    | Juan Novoa           | España     | Serge Emig          | Francia  |
| 2019 | Ginebra               | Serge Emig        | Francia   | J.C. Ayala           | España     | Vicenta Mansilla    | España   |
| 2022 | Atenas                | Enric Hernández   | España    | Horacio Moavro       | Argentina  | Pepe Baynat         | España   |
| 2023 | Castellón de la Plana | Carlos García     | Venezuela | Serge Emig           | Francia    | Arantxa Delgado     | España   |
| 2024 | Gujan                 | Enric Hernández   | España    | María Marta Gismondi | Francia    | Nelson Verástegui   | Suiza    |

### Cuba Internacional
Torneo especial abierto a jugadores de cualquier país y con sede fija en Cuba.
Modalidad clásica
| Año  | Ciudad    | Campeón-a         | País       | Subcampeón-a      | País   | Tercero-a             | País       |
| ---- | --------- | ----------------- | ---------- | ----------------- | ------ | --------------------- | ---------- |
| 2013 | La Habana | Rolando Guadalupe | Cuba       | Enma Morris       | Cuba   | Richard Velázquez     | Cuba       |
| 2014 | La Habana | Rolando Guadalupe | Cuba       | Miguel Stevens    | Cuba   | Francisco J. Guerrero | México     |
| 2015 | La Habana | Jamil Rivero      | Cuba       | Reisel Murgadas   | Cuba   | Rolando Guadalupe     | Cuba       |
| 2017 | La Habana | Miguel Stevens    | Cuba       | Rolando Guadalupe | Cuba   | Enma Morris           | Cuba       |
| 2019 | La Habana | José González     | Costa Rica | Enma Morris       | Cuba   | Rolando Guadalupe     | Cuba       |
| 2023 | Varadero  | Horacio Moavro    | Argentina  | Arturo Alonso     | Cuba   | José González         | Costa Rica |
| 2024 | Matanzas  | Miguel Stevens    | Cuba       | Richard Velázquez | Cuba   | Raquel Topel          | Venezuela  |
| 2025 | Varadero  | Rolando Guadalupe | Cuba       | Javier Guerrero   | México | Arantxa Delgado       | España     |

Modalidad duplicada
| Año  | Ciudad    | Campeón-a         | País      | Subcampeón-a      | País       | Tercero-a       | País     |
| ---- | --------- | ----------------- | --------- | ----------------- | ---------- | --------------- | -------- |
| 2013 | La Habana | Enma Morris       | Cuba      | Rolando Guadalupe | Cuba       | Miguels Stevens | Cuba     |
| 2014 | La Habana | Enma Morris       | Cuba      | Reisel Murgadas   | Cuba       | Miguel Stevens  | Cuba     |
| 2017 | La Habana | Rolando Guadalupe | Cuba      | Miguel Stevens    | Cuba       | Jorge Real      | Cuba     |
| 2019 | La Habana | Rolando Guadalupe | Cuba      | José González     | Costa Rica | Alberto Mora    | Colombia |
| 2023 | Varadero  | Rolando Guadalupe | Cuba      | Horacio Moavro    | Argentina  | Alejandro Porto | Cuba     |
| 2024 | Matanzas  | Rolando Guadalupe | Cuba      | Richard Velázquez | Cuba       | Miguel Stevens  | Cuba     |
| 2025 | Varadero  | Horacio Moavro    | Argentina | Rolando Guadalupe | Cuba       | Arantxa Delgado | España   |

### Copa de las naciones
Torneo por equipos nacionales o combinados celebrado durante las competiciones  mundialistas.
| Año  | Ciudad            | Campeón                              | Subcampeón     | Tercero                       |
| ---- | ----------------- | ------------------------------------ | -------------- | ----------------------------- |
| 2007 | Bogotá            | Colombia                             | Argentina      | Combinado (USA, Perú,Uruguay) |
| 2008 | Buenos Aires      | Venezuela                            | España         | México                        |
| 2009 | Isla de Margarita | Argentina                            | Venezuela      | España                        |
| 2010 | San José          | Argentina                            | Uruguay        | España                        |
| 2011 | Ciudad de México  | Venezuela                            | Argentina      | Uruguay                       |
| 2012 | Santa Susana      | Combinado ( Cuba, Paraguay, Suecia ) | España         | Argentina                     |
| 2013 | Buenos Aires      | Venezuela                            | España         | Uruguay                       |
| 2014 | La Habana         | Venezuela                            | Cuba           | Argentina                     |
| 2015 | Cali              | Venezuela                            | Argentina      | España                        |
| 2016 | Lille             | Venezuela                            | Argentina      | España                        |
| 2017 | Asunción          | Venezuela                            | Uruguay        | Colombia                      |
| 2018 | Playa del Carmen  | Argentina                            | Estados Unidos | Venezuela                     |
| 2019 | Ciudad de Panamá  | España                               | Venezuela      | Argentina                     |
| 2022 | Buenos Aires      | España                               | Argentina      | Panamá                        |
| 2023 | San José          | España                               | México         | Argentina                     |
| 2024 | Granada           | Argentina                            | México         | Venezuela                     |

#### Clasificación de los países
- Venezuela : 7 victorias
- Argentina :  5  victorias
- España : 3 victorias
- Colombia : 1 victoria
- Cuba,  Paraguay,  Suecia (combinado) : 1 victoria